# Pagaai (Christoph Fink)
Pagaai is een kunstwerk in Amsterdam-Centrum.
De kunstenaar Christoph Fink (Gent, 1963) zet zijn bewegingen (zijn benoeming van voet-, fiets-, trein-, vleigreizen) om in kunst. Voor de brug Sint Anthoniesluis in de Nieuwmarktbuurt ontwierp hij voor plaatsing in 2006 een tweetal hardstenen kunstvoorwerpen, die in het loopdek op de genoemde brug zijn opgenomen. Het kunstwerk bestaat uit twee delen:
- het ene heeft de vorm van een peddel, waarvan het grote blad een soort landkaart is met verwijzing naar toeristische attracties in de buurt. Bijvoorbeeld het Rembrandthuis, Amstelsluizen en het Joods Historisch Museum worden vermeld;
- het andere is een globe omgezet in een platte schijf waarbij Amsterdam, met name de Dam fungeert als een soort middelpunt van de wereld; zo zijn er daaromheen de Herengracht, Keizersgracht en Prinsengracht aangegeven.

Fink wilde met zijn kunstwerk meer nadruk leggen van de betekening van het oostelijk deel van Amsterdam voor de stad. De grijs-zwarte tableaus vallen nauwelijks op in het straatbeeld, zeker niet ten opzichte van de vol in het zicht staande Grenspaal/Zuildragende schildpad van Hans 't Mannetje met zijn door een schildpad gedragen pilaar.   

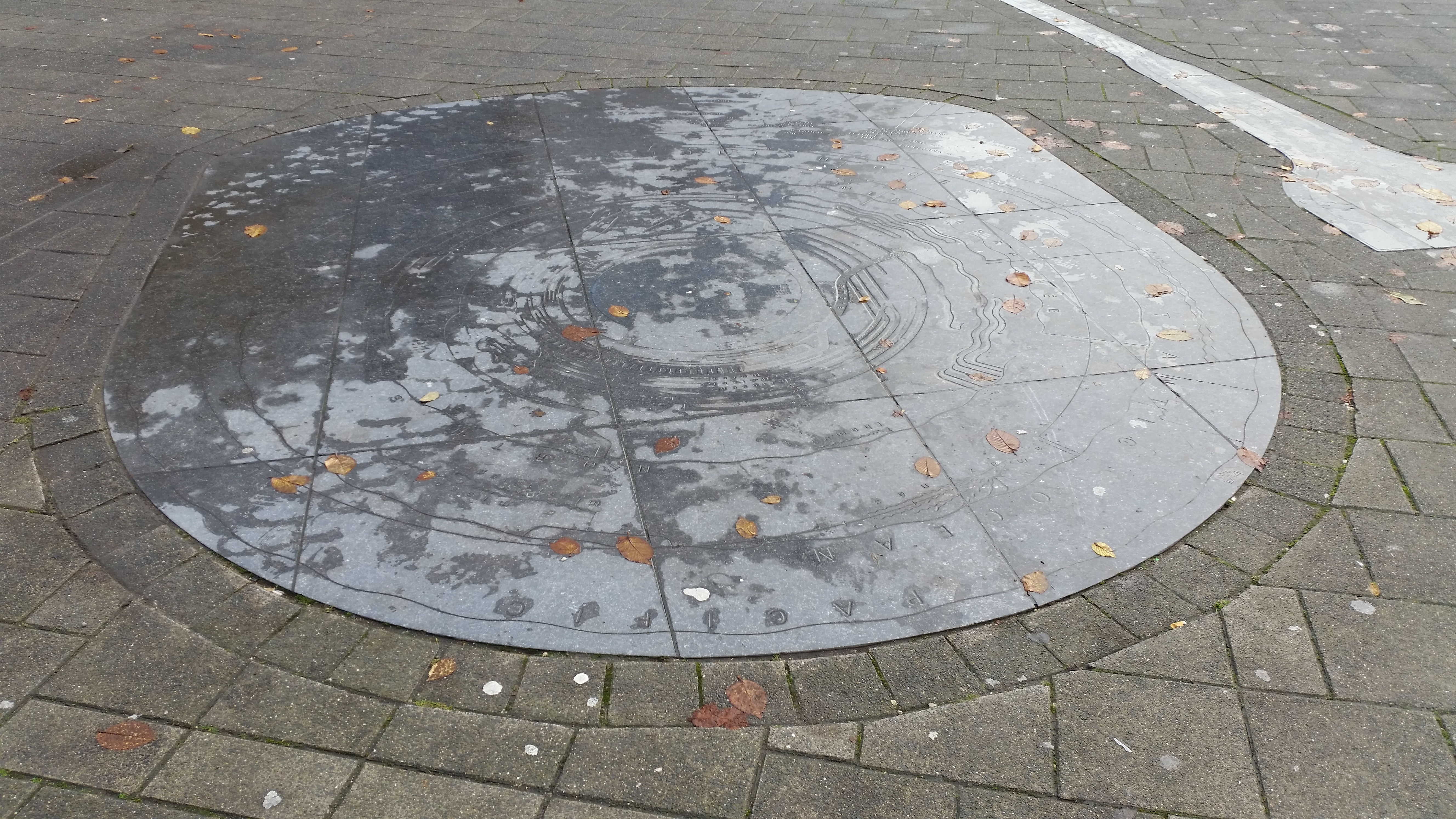
Deel 2: Amsterdam

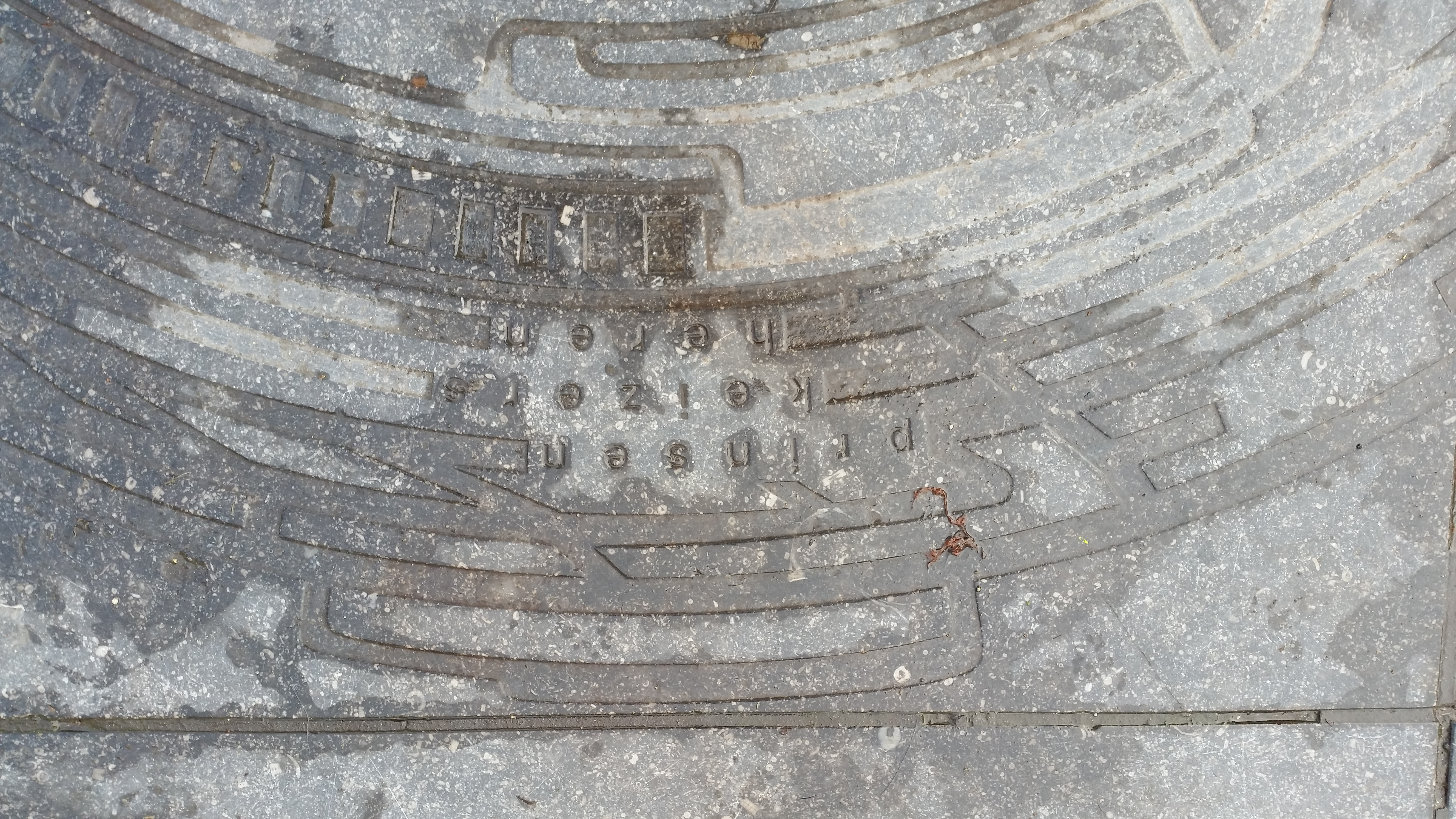
Drie grachten november 2019)